# Place Pouchkine
Pour les articles homonymes, voir Pouchkine (homonymie).

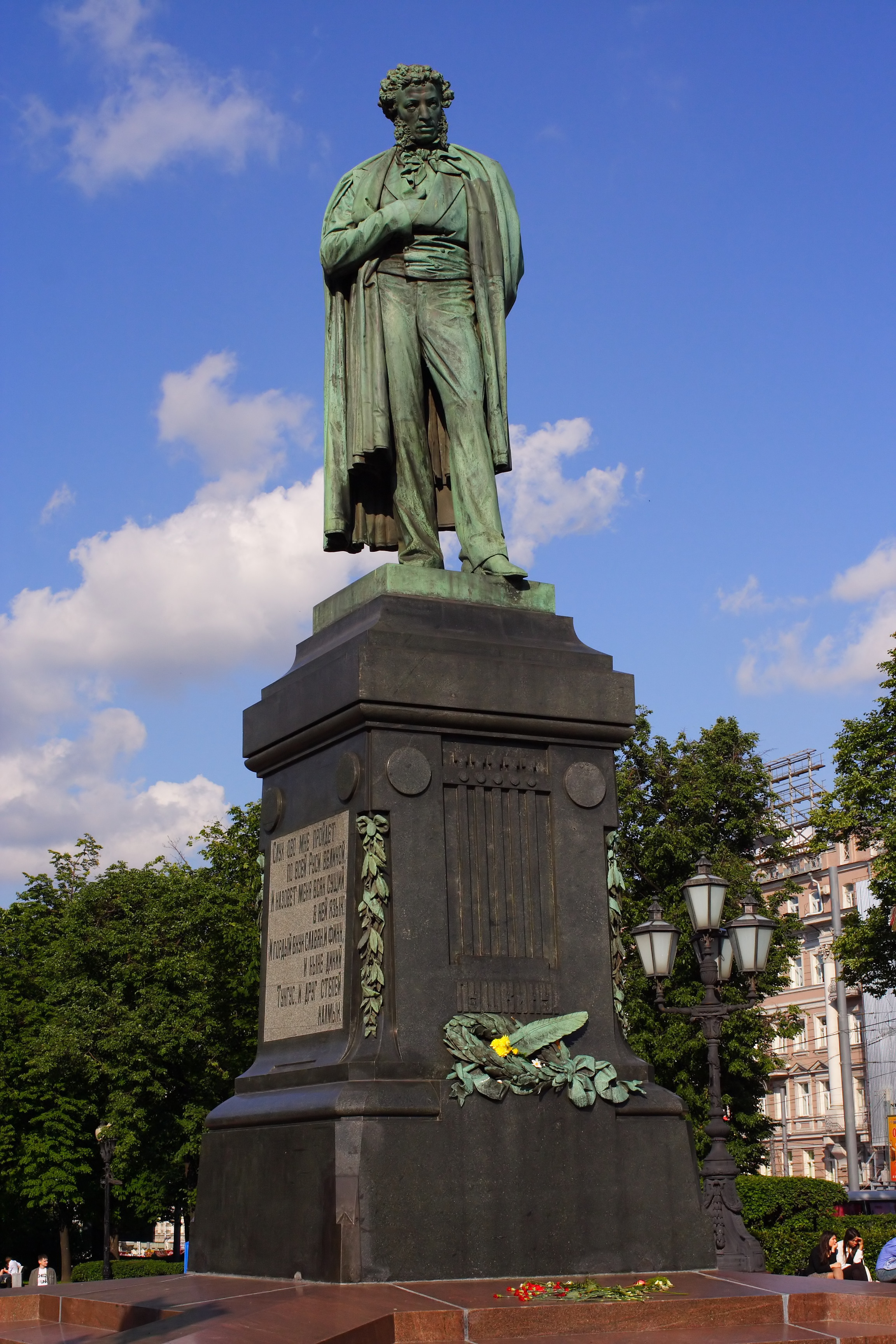
La statue de Pouchkine sur la place, par Alexandre Opékouchine (1880).

La place Pouchkine (en russe : Пушкинская площадь),  est une place célèbre du centre historique de Moscou

## Situation et accès
Elle se trouve sur l'Anneau des boulevards au croisement de la rue Tverskaïa. 
La station de métro Pouchkinskaïa s'y trouve.

## Origine du nom
Elle rend honneur au poète Alexandre Pouchkine.

## Historique

### Avant la place

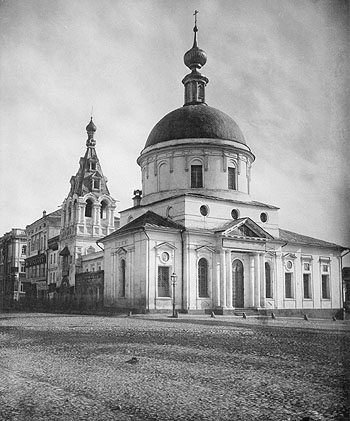
L'église Saint-Dimitri le Thessalonicien en 1882.

La place de la Porte de Tver se trouvait à cet emplacement, avant la démolition des remparts de Bely Gorod, la « ville blanche », à la fin du XVIIIe siècle. Elle se trouvait au croisement de la rue de Tver qui menait à la route de Tver et plus loin à Saint-Pétersbourg. On construisit en 1654 un monastère de religieuses, le monastère de la Passion, en l'honneur d'une icône fameuse décrivant la présence de la Vierge à la Passion du Christ. En face se trouvait l'église de Saint-Dimitri le Thessalonicien et le long du rempart la Maison des Ambassadeurs qui abritait les délégations venues d'Europe via Novgorod. Enfin, près de la Porte, on construisit au milieu du XVIIe siècle une petite église de pierres blanches qui subsiste de nos jours avec ses petites coupoles bleues, l'église de la Nativité de la Vierge de Poutinki.
La Porte de Tver fut démolie en 1720 et une place fut dégagée pour construire un arc de triomphe en l'honneur de l'arrivée de Pierre le Grand, après la paix de Nystad. D'autres arcs y furent régulièrement édifiés en l'honneur de l'arrivée des empereurs pour leur couronnement au Kremlin ou pour d'autres victoires de l'Empire russe. Les remparts furent finalement détruits en 1770 et les forgerons, les échoppes qui s'y trouvaient, etc. furent déplacés.
On construisit en 1791 une nouvelle église Saint-Dimitri en style baroque (reconstruite en 1832) et on perça cinq ans plus tard le boulevard Tverskoï, qui devint un lieu de promenade à la mode pour la noblesse moscovite.

### La place auXIXesiècle

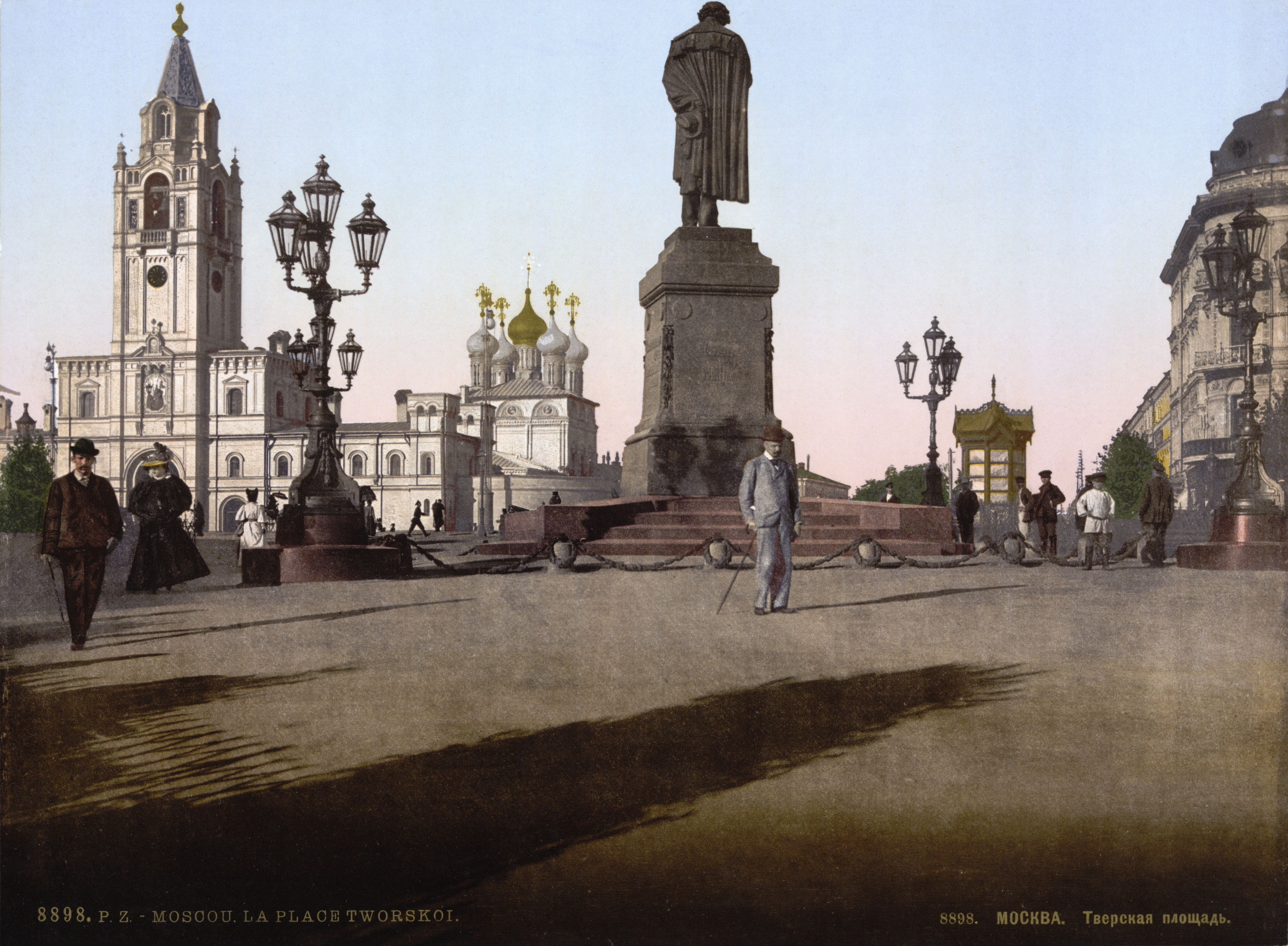
La Place de Tver, aujourd'hui Pouchkine, à la fin du XIXe siècle, avec le monastère de la Passion et la statue du poète.

La famille Rimski-Korsakov construisit son hôtel particulier en face du monastère de la Passion en 1803. Les bals qui s'y donnaient étaient fameux. Griboïedov et Pouchkine y assistèrent. L'Institut technique Stroganov y prit place par la suite, puis l'Université des Peuples orientaux (où étudia Hô-Chi-Minh). le monastère s'agrandit en 1855 avec en particulier un haut clocher. 
Autrefois elle était appelée « place de la Passion », d'après le monastère qui s'y trouvait.
Un marché au foin et au bois avait lieu sur la place jusqu'en 1880. Elle était aussi le point de ralliement des cochers (les izvoztchiks) de Moscou, avec leurs longues houpelandes bleu foncé ou noires et vit apparaître la première station de taxi en 1907. Il y eut des émeutes pendant la révolution de 1905, mais surtout en octobre 1917 la place de Tver, comme se souvint Gorki, fut le théâtre d'affrontements sanglants entre junkers fidèles à l'Ancien régime et bolchéviks.

### La place auXXesiècle

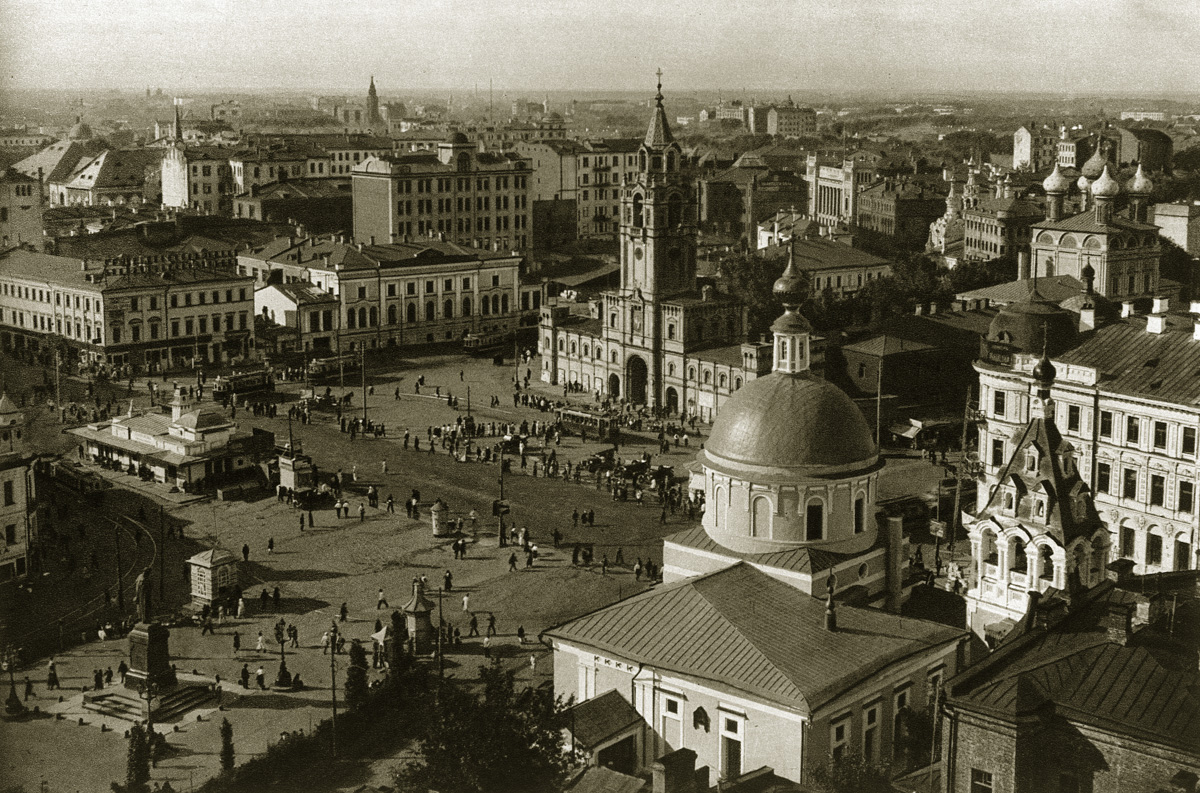
La place de Tver ou de la Passion, aujourd'hui Pouchkine, dans les années 1920.

Les nouvelles autorités évacuèrent le monastère de ses religieuses en 1919 et y mirent en place en 1928, un musée de l'athéisme… 
À la même époque, l'immeuble constructiviste des Izvestia, célèbre journal soviétique, est construit.
 L'église Saint-Dimitri fut démolie en 1934 et quatre ans plus tard le monastère de la Passion qui avait été cher autrefois au cœur des Moscovites subit le même sort. 
La place reçut son nom actuel en 1937.
Un grand édifice rectangulaire qui abrita à partir de 1952 le magasin Arménia est construit. En 1934, l'immeuble d'angle du no 16 et celui du no 16/2 sont réunis, qui donne avec sa coupole un air caractéristique à la place Pouchkine. C'est ici que se tenaient les réunions de l'Union théâtrale et qu'on installa les bureaux de la rédaction des Nouvelles de Moscou. 
Au fond de la place, à l'emplacement du monastère, il fut finalement décidé de construire en 1961, un immense édifice abritant le cinéma Rossia (Russie). C'est ici que se tiennent désormais tous les grands festivals de cinéma de Moscou et qu'ont lieu les premières importantes. Malgré les protestations des Moscovites, l'hôtel particulier des Rimski-Korsakov fut démoli en 1975 pour laisser la place à un grand immeuble permettant aux Izvestia d'avoir de plus grands espaces. Pendant la période stalinienne, aux grandes fêtes soviétiques (1er mai, 7 novembre) et le jour de l'An, des fêtes foraines y étaient organisées ainsi que des concerts militaires. Dans les années 1960], la place Pouchkine fut un lieu de manifestation pour les dissidents, la première ayant eu lieu le 5 décembre 1965, jour anniversaire de la Constitution soviétique. 
Les Nouvelles de Moscou mettaient sous de petites vitrines leurs derniers numéros et la foule pouvait les lire. Ce fut encore un lieu de discussion et de rassemblement pendant la période de la Perestroïka.
Le premier McDonald's russe y ouvrit ses portes le 31 janvier 1990 à l'angle du boulevard Tverskoï. Les gens y faisaient la queue au début pendant des heures entières. Petit à petit la place allait se transformer. Aujourd'hui ses terrasses et son agitation lui donne un caractère coloré et vivant.
Au début du boulevard Tverskoï, de l'autre côté, se trouve le restaurant de luxe Le Café Pouchkine, qui ouvrit au milieu des années 1990 dans un cadre du XIXe siècle.

## Bâtiments remarquables et lieux de mémoire
- Statue, sculptée en 1880, du célèbre poète Alexandre Pouchkine, qui est le lieu de rendez-vous de la jeunesse moscovite. Avant 1950, elle se trouvait en face, du côté du boulevard Tverskoï.